# ラパマイシン
ラパマイシン（Rapamycin）またはシロリムス（Sirolimus、国際一般名〔INN〕/JAN）は、微生物Streptomyces hygroscopicusによって生産されるマクロライド化合物の一つである。移植臓器拒絶の予防のため、リンパ脈管筋腫症の治療のために医学分野で使われている。ヒトにおいて免疫抑制機能を持ち、腎臓移植の拒絶の予防において特に有用である。インターロイキン-2（IL-2）の産生を低下させることによってT細胞およびB細胞の活性化を阻害する。冠動脈ステントのコーティング剤としても使われている。
ラパマイシンは1972年にSuren Sehgalらによって、イースター島の土壌から発見された放線菌Streptomyces hygroscopicusから初めて単離され、イースター島のポリネシア語名の「ラパ・ヌイ」のラパと、「菌類から生じた抗生物質」を意味する接尾語のマイシンとを組み合わせてラパマイシンと名付けられた。当初は抗真菌薬として開発されていた。しかしながら、mTOR阻害能によって強力な免疫抑制作用と抗増殖作用を示すことが発見され、この目的では使用されなくなった。1999年9月にアメリカ食品医薬品局によって認可された。商品名はラパリムス錠1 mg（ノーベルファーマ）。日本国外ではラパミューン(Rapamune)としてファイザー（以前はワイス）から販売されている。

## 適用
- リンパ脈管筋腫症
- 難治性リンパ管疾患
  - リンパ管腫（リンパ管奇形）
  - リンパ管腫症
  - ゴーハム病
  - リンパ管拡張症
- 進行性骨化性線維異形成症（治験中）
- ペンドレッド症候群（治験中）

## 薬効薬理

### 薬力学
似た名称のタクロリムスとは異なり、シロリムスはカルシニューリン阻害剤ではないが、免疫系に対して同様の免疫抑制作用を有する。シロリムスはmTORに作用し、T細胞とB細胞の活性化を妨げることによって、IL-2およびその他のサイトカイン受容体依存的シグナル伝達機構を阻害する。タクロリムスとシクロスポリンはカルシニューリンを阻害することによってIL-2の分泌を阻害する。
シロリムスの作用機序はタクロリムスと同じく、細胞質タンパク質FK結合タンパク質12(FKBP12)への結合である。カルシニューリン(PP2B)を阻害するタクロリムス-FKBP12複合体とは異なり、シロリムス-FKBP12複合体は、mTOR複合体1(mTORC1)に直接結合することによって、mTOR (mechanistic Target Of Rapamycin) 経路を阻害する。

### 薬物動態
シロリムスはCYP3A4酵素によって代謝される。また、P糖タンパク質(P-gp)排出ポンプの基質である。消失半減期は57から63時間である。
シロリムスの腸から血流への吸収は患者によって大きく異なる。ある患者では同量を投与された他の患者の8倍も吸収量が高いこともある。したがって、患者の状態に対して適切な用量を確かめる必要がある。これは次の投与の前に血液サンプルを採取して決定することができ、トラフ濃度が分かる。しかしながら、シロリムスとタクロリムスについてはトラフ濃度と薬物暴露の間にはよい相関（血中濃度-時間曲線下面積）があるため（シロリムス: r2 = 0.83; タクロリムス: r2 = 0.82）、その薬物動態(PK)プロファイルを知るためには1つの濃度だけを取ればよい。シロリムスとタクロリムスのPKプロファイルは同時投与によって変化しない。タクロリムスの用量修正薬物暴露はシロリムスと相関しているため（r2 = 0.8）、患者は双方について似た生物学的利用能を示す。

## 免疫抑制作用
ラパマイシンが、免疫抑制作用においてカルシニューリン阻害剤より優れている点は、腎臓に対しての毒性が低いということである。カルシニューリン阻害剤により長期的に免疫を抑制された患者は、腎機能が低下し、時には慢性腎不全を発症する場合もあるが、ラパマイシンではその心配が少ない。
また、臓器提供者が溶血性尿毒症症候群に罹患している際には、カルシニューリン阻害剤を使用することによって移植後に再発する危険性もある。しかし、ラパマイシンは2008年10月7日に米国食品医薬局より、腎機能低下のリスクを警告するラベルを訂正する許可が出されている。

## がん治療作用
ラパマイシンの抗増殖効果として、PI3K/Akt/mTOR経路の阻害があげられる（mTOR＝哺乳類ラパマイシン標的蛋白質/mammalian target of rapamycin）。また血管内皮細胞増殖因子(VEGF)の発現を抑制して、血管内皮細胞の増殖や管腔形成を抑えるとされる。最近では、腎移植を行う予定の患者にラパマイシンを投与したところ、カポジ肉腫の進行が抑制されたことが確認されている。また、ドキソルビシンとラパマイシンとを併用したマウスに対する治療では、AKT陽性の悪性リンパ腫が不活性化されたことが示されている。
パノビノスタットはメイヨー・クリニックによる研究で、ラパマイシンと共に使用することで、相乗効果的に膵癌細胞を不活性化させる事が判明している。研究では、この組み合わせにより、培養された膵癌細胞の内、最大で65%が不活性化されると判明した。なおラパマイシン誘導体にテムシロリムス（Temsirolimus/商品名トーリセル・腎細胞がん治療薬）がある。

## 平滑筋増殖抑制作用
平滑筋増殖抑制効果があり、狭心症・心筋梗塞等における心臓カテーテル検査において用いられる血管内ステントに、ラパマイシンを配合したステント（サイファー Cypher）が製品化されており広く循環器科領域で用いられている。また、リンパ脈管筋腫症においても使用されている。
2017年8月1日、京都大学の戸口田淳也、池谷真らの研究グループが、骨格筋中に異所性骨が形成される難病である進行性骨化性線維異形成症の治療薬として「ラパマイシン」をiPS細胞を使って見つけたと発表した。また同日、臨床試験を開始すると発表した。iPS細胞を使った創薬の治験は世界で初めてとなる。
2017年10月5日、京都大学病院は「ラパマイシン」を用いた臨床試験を開始したと発表した。iPS細胞を使って発見した薬を用いた世界初の臨床試験となる。

## 寿命延長作用
2009年の研究では、ラパマイシンを与えられたマウスは与えられる前に比べて寿命が28-38%伸長し、最大寿命が全体で9-14%伸長した。同研究の注意書きによると、実験は生後20ヶ月の成熟したマウス（ヒトに換算すれば60歳前後）で行われた。これは、一般的な延命策と違って、すでに高齢化しているヒトの寿命を伸長させる可能性を示唆している。